# Льобет, Мигель
Миге́ль Льобе́т Соле́с (исп. Miguel Llobet Solés; 18 октября 1878, Барселона — 22 февраля 1938, там же) — испанский классический гитарист, композитор и педагог, один из лучших учеников Франсиско Тарреги.

## Биография
Играть на гитаре начал с одиннадцати лет, учился у Мартина Алегре, который через три года представил своего ученика Франсиско Тарреге. Таррега отметил у Льобета большой талант и взял его на обучение к себе. Первый публичный концерт гитариста состоялся в 1901 году в консерватории Валенсии. В следующем году Льобет впервые выступил в Мадриде, а через год — вновь, перед членами королевской семьи. С помощью пианиста Рикардо Виньеса были организованы гастроли гитариста в Париже в 1904 году, имевшие большой успех. В последующие пять лет Льобет давал многочисленные концерты по всей Европе, а в 1910 году впервые выступил в Буэнос-Айресе, где и принял решение обосноваться на ближайшие годы, не прекращая концертной и педагогической деятельности. В Аргентине музыкант оставался до 1930 года, после чего вернулся в Барселону. В 1934 году состоялся концертный тур Льобета, в рамках которого он выступил в Австрии, Германии и ряде других стран, а завершил его концертом в Библиотеке Конгресса в Вашингтоне. Несмотря на разгар гражданской войны, гитарист вернулся в Барселону, где и умер в 1938 году.

## Творчество
Льобет считается одним из наиболее известных гитаристов первой половины XX века, вернувшим этот инструмент на крупные концертные сцены. В его исполнении впервые прозвучали сочинения Вила Лобоса, Понсе, де Фальи (последний написал специально для Льобета пьесу «Памяти Клода Дебюсси»). Льобет — первый классический гитарист, записавший своё исполнение (1925)
Собственные его сочинения немногочисленны (13 оригинальных произведений и ряд переложений, в том числе народных песен), однако достаточно известны и включаются в репертуар гитаристов. Льобет также имеет большое значение как педагог: среди его учеников — Мария Луиза Анидо и Луиза Валькер. Некоторое время у Льобета брал уроки Андрес Сеговия.